# Laiwu
Laiwu léase Lái-Uú (en chino tradicional, 萊蕪; en chino simplificado, 莱芜; pinyin, Láiwú) fue hasta 2019 una ciudad-prefectura ubicada en el centro de la provincia de Shandong en la República Popular China.

## Administración
La ciudad-prefectura de Laiwu estaba conformada por 2 localidades urbanas llamadas distritos: Laiwu (su asiento de poder) y Gangcheng.
| Mapa            |
| --------------- |
| Laiwu Gangcheng |

Estos a su vez se subdividían en 19 villas, 14 poblados, 1 aldea y 4 subdistritos. En su territorio se encontraba adicionalmente una zona franca de desarrollo económico.

## Historia
A través de su larga historia ha sido una importante base agrícola cerealera a escala local.  Recién en 1915 se construye la primera carretera que une la localidad con la capital provincial y diez años más tarde la conexión carretera con la ciudad de Tai'an.
Luego de la ocupación japonesa del área, durante la Segunda Guerra Mundial y tras el establecimiento de la República Popular China, se acelera el desarrollo industrial sobre la base de la siderurgia.
Desde 1992 el antiguo condado de Laiwu se transformó en la actual ciudad homónima.
La ciudad-prefectura de laiwu fue anexada a Jinan, capital de la provincia de Shandong, el 9 de enero de 2019. Tanto el Distrito de Laicheng como el Distrito de Gangcheng están ahora bajo la administración de Jinan. El Distrito de Laicheng pasó a llamarse Distrito de Laiwu después de la anexión.

## Geografía
La ciudad de nivel prefectural de Laiwu tiene una superficie de 2.246 km². Cuenta con una población en torno a los 1,25 millones de habitantes, de los cuales eran urbanos el 40% en el censo del año 2000.  La población y la agricultura se concentran a lo largo de los valles del río Dawen He y sus afluentes que nacen en los montes Lu Shan, al este de la ciudad.
Limita al norte con la ciudad capital provincial de Jinan, al norte con la ciudad de Zibo y al sur y oeste con la ciudad de Tai'an.

### Clima
El clima presenta las cuatro estaciones bien diferenciadas, con una temperatura media de 14,5 °C y unas precipitaciones de 570 mm. A pesar de su relativa proximidad al mar de China Oriental, presenta una marcada continentalidad, con medias invernales inferiores a 0 °C y máximas estivales de más de 27 °C. El régimen de precipitaciones es típicamente monzónico, con máximas en el mes de julio.

## Economía
Más de la mitad de la población de la ciudad se dedican a la agricultura. No obstante, el desarrollo de la industria pesada y energética, utilizando los recursos naturales como el carbón de los montes Lu Shan, permiten un nivel de producción per cápita por encima de la media nacional.
En los últimos años, el mayor éxito económico de las áreas costeras de la provincia (Qingdao, Yantai, Rizhao), han generado importantes flujos migratorios en esa dirección y hacia la capital provincial.